# 岸本尚実
岸本 尚実（きしもと なおみ、1976年3月9日 - ）は、日本の経営者、フリーアナウンサー。（株）ココロplus 代表取締役社長。

## 来歴
奈良市（旧：山辺郡）出身。吉本興業所属のお笑い芸人・高井俊彦は、小学校時代の同級生である。
天理高等学校、同志社女子大学学芸学部英語英文学科を卒業後、1998年に日本海テレビに入社。報道制作部所属のアナウンサーになり、『ニュース日本海プラス1』のキャスターや、小学生バレーボール大会、高校野球などスポーツ中継の実況を担当。また在籍中、同局が製作に携わった映画『白い船』にも出演した。
後に日本海テレビを退社。2002年3月に北海道放送に入社し、同局でもアナウンサーを務めた。ラジオ「朝刊さくらい」では朝一番の情報を、お昼の情報番組「ビタミンTV」のキャスターでは北海道の旬の話題を、夕方のニュース番組「アンカー」では、コーナーアンカーとして鋭い話題に切り込んだ放送をしていた。
2006年6月いっぱいで北海道放送を退社。活動拠点を近畿地方へ移し、2007年2月にオフィスキイワード大阪本社所属のフリーアナウンサーに転身。「ちちんぷいぷい」（毎日放送）や、「ニュースシグナル」（サンテレビ）に出演していた。またこの時期、東京都内にある話し方教室・KEE'Sの近畿地方における講師も務めていた。
2008年に結婚。そして同年に長女が誕生し、1児の母になる。
2010年4月からは古巣の北海道放送がある北海道札幌市で暮らしていた。また同年6月からは、同局の番組『グッチーの今日ドキッ!』にフリーの立場で出演していた。
2011年10月に大阪府へ転居、2013年10月に第2子となる長男が誕生した。
2015年、夫が大阪府箕面市にクリニックを開業。そして岸本も、同院の経営ならびに隣接するフィットネスジム＆スタジオの経営を開始した。以後は経営者としての活動が中心になっているが、アナウンス業務も限定的に続けている。

## 担当番組
脚注の無いデータは、オフィスキイワードとKEE'Sそれぞれの公式サイトに掲載されていたプロフィールからの参考。単発番組については除外する。

### テレビ番組
- ニュース日本海プラス1（日本海テレビ） - キャスター[2]
- アンカー!（北海道放送） - コーナーアンカー[9]
- ビタミンTV（北海道放送） - キャスター
- ちちんぷいぷい（毎日放送） - 水曜リポーター
- ニュースシグナル（サンテレビ） - 木曜・金曜キャスター
- SUN-TVニュース（サンテレビ）
- グッチーの今日ドキッ!（北海道放送） - 木曜「主婦力番付」アシスタント。フリー転向後に出演。
- 映画『白い船』

### ラジオ番組
- 朝刊さくらい（HBCラジオ） - パーソナリティ

### ネット配信番組
- 全国お祭りチャンネル（ヨサネット） - リポーター[10]

### ブログ出典
1. ↑  岸本尚実 (2015年7月26日). “しんきげきといっしょ♫”. 岸本尚実オフィシャルブログ. 2021年3月28日閲覧。
2. ↑  岸本尚実 (2006年6月5日). “北京の旅”. アナウンサー日記バックナンバーNo.189.   北海道放送. 2006年7月1日時点のオリジナルよりアーカイブ。2024年4月15日閲覧。
3. ↑  岸本尚実 (2010年4月16日). “新天地から”. 岸本尚実オフィシャルブログ. 2021年3月28日閲覧。
4. ↑  岸本尚実 (2010年6月4日). “今日ドキッ！”. 岸本尚実オフィシャルブログ. 2021年3月28日閲覧。
5. ↑  岸本尚実 (2013年10月31日). “ご対面♡♡♡”. 岸本尚実オフィシャルブログ. 2021年3月28日閲覧。
6. ↑  岸本尚実 (2014年12月31日). “2014の大晦日”. 岸本尚実オフィシャルブログ. 2024年4月13日閲覧。
7. ↑  岸本尚実 (2015年2月1日). “明日、開院します☆”. 岸本尚実オフィシャルブログ. 2024年4月13日閲覧。
8. ↑  岸本尚実 (2015年7月6日). “好印象で差をつける就活レッスン！”. 岸本尚実オフィシャルブログ. 2024年4月13日閲覧。
9. ↑  岸本尚実 (2021年9月22日). “ご無沙汰しております！”. 岸本尚実オフィシャルブログ. 2024年4月13日閲覧。

### 上記以外の出典
1. 1 2  “岸本 尚実”.   北海道放送. 2003年6月25日時点のオリジナルよりアーカイブ。2021年3月28日閲覧。
2. 1 2 3 4 5  “岸本尚実 さんのプロフィールページ”. Ameba. 2021年3月28日閲覧。ただし北海道放送への入社年に関しては、2002年ではなくて「2001年 北海道放送(HBC) アナウンサーに転向」と記されている。2024年4月13日閲覧。
3. 1 2  “岸本 尚実”. Facebook. 2024年4月13日閲覧。
4. 1 2  “岸本 尚実”.   オフィスキイワード. 2013年5月1日時点のオリジナルよりアーカイブ。2024年4月13日閲覧。
5. ↑  “岸本尚実”. アナウンサーの部屋.   日本海テレビ. 2001年1月24日時点のオリジナルよりアーカイブ。2021年3月28日閲覧。
6. ↑  “白い船”. 出雲勾玉 - 錦織良成監督公式WEBサイト. 2021年3月28日閲覧。
7. 1 2  “新加入タレント 岸本尚実、伊藤香”. NEWS.   オフィスキイワード (2007年2月8日). 2007年4月28日時点のオリジナルよりアーカイブ。2021年3月28日閲覧。
8. 1 2  “講師紹介 実績・メディア紹介”.   KEE'S. 2009年3月2日時点のオリジナルよりアーカイブ。2021年3月28日閲覧。
9. ↑  “アンカー！”.   北海道放送. 2002年10月3日時点のオリジナルよりアーカイブ。2024年4月13日閲覧。
10. ↑  “講師紹介 — Portal”.   KEE'S. 2007年3月7日時点のオリジナルよりアーカイブ。2021年3月28日閲覧。